# Бразій-де-Жос
Бразій-де-Жос (рум. Brazii de Jos) — село у повіті Прахова в Румунії. Входить до складу комуни Бразь.
Село розташоване на відстані 46 км на північ від Бухареста, 10 км на південь від Плоєшті, 95 км на південь від Брашова.

## Населення
За даними перепису населення 2002 року у селі проживали 725 осіб, з них 724 особи (99,9%) румунів. Рідною мовою 724 особи (99,9%) назвали румунську.